# Ford Mystere
Pour les articles homonymes, voir Ford (homonymie) et Mystère.
La Ford Mystere est un concept car futuriste de rêve, du constructeur automobile américain Ford, présentée au Chicago Auto Show (en) de 1955.

## Histoire
Ce concept car au design très futuriste est créé en 1954 par le designer Bill Boyer du Centre de recherche en design avancé de Ford (Ford's Advanced Styling Studio) de Dearborn près de Detroit. Il reprend la signature stylistique typique de nombreuses voitures américaines des années 1950, avec des lignes de carrosserie inspirées de l'aéronautique, de l'aérospatiale, et de vaisseau spatial de science-fiction des années 1950, avec ailerons arrière inspirés de l’aéronautique, poste de pilotage-cockpit d'avion-soucoupe volante en dôme vitré panoramique (qui se soulève entièrement pour l’accès au véhicule), tableau de bord futuriste avec manche aéronautique à la place du volant, et prototypes futuristes de radio-téléphone et de télévision de l'époque... 
Elle inspire les lignes stylistiques des futures modèles de la marque, dont les Ford Thunderbird et Ford Fairlane..., et fait partie d'une importante série de concept-car de l'époque, avec entre autres les Ford Muroc (1950), Ford Vega, Ford X-100 (1953), Ford FX-Atmos (1954), Ford La Tosca, Ford X-1000 (1955), Ford Thunderbird Mexico, Ford De Paolo (1956), Ford X2000 (1957), Ford La Galaxie, Ford Volante, Ford Nucleon (1958), Ford Levicar (1959)...

## Propulsion
Ce concept car prototype à moteur arrière est présenté sans moteur, bien que des documents constructeurs d'alors s'amusent à l'imaginer avec des solutions de propulsion futuristes à centrale électrique thermique à turbine à gaz, ou bien, à l'image de la précédente Ford FX-Atmos de 1954, en « Ford Mystere atomic car » à propulsion nucléaire...